# Cuno Amiet
Cuno Amiet, född 28 mars 1868 i Solothurn, död 6 juli 1961 i Oschwand, var en schweizisk målare, tecknare, grafiker och skulptör. Tidigt påverkad av postimpressionismen anslöt han sig därefter till konstnärsgruppen Brücke i Dresden.

## Biografi
Cuno Amiet studerade vid Münchens Akademie der Bildenden Künste med början 1886 och fortsatte efter ett par år sin utbildning vid Académie Julian i Paris. Tillsammans med Félix Vallotton anslöt han sig till den symbolistiska gruppen Les Nabis. I början föredrog han en vekare kolorit, men överick under intryck från Gauguin och Ferdinand Hodler till en djärvare stil. Han har målat landskap och folklivsbilder från hemlandet samt porträtt. 
Under åren 1906–1913 var han medlem i den expressionistiska konstnärsgruppen Brücke, dock utan att tillhöra dess inre krets.

### Beslagtagna verk 1937
I början av augusti 1937 beslagtog propagandaministeriet i Nazityskland en akvarell av honom på ett museum i Stettin, därför att den definierades som entartete Kunst och sådant skulle inte finnas i riket. Den fördes till Schloss Schönhausen efter ett år, för värdering inför eventuell försäljning utomlands. Konsthandlare Hildebrand Gurlitt hade den till försäljning i ett års tid innan han returnerade den till det statliga lagret. Bernhard A. Böhmer, en annan konsthandlare, förvärvade därefter akvarellen 1940. Var den är idag är "okänt". Cuno Amiets oljemålning Chrysanthemen und Äpfel (1909) beslagtogs på ett museum i Jena 1937 och såldes på auktionen "Målningar och skulpturer av moderna mästare från tyska museer" i schweiziska Luzern 1939. Den finns idag på konstmuseet i födelsestaden Solothurn men tillhör Stiftung Dübi-Müller.